# Kids for cash scandal
Jako "Kids for cash" scandal (skandál „děti za peníze“) je označován případ dvou soudců z okresu Luzerne County v americkém státě Pensylvánie, který byl projednáván mezi lety 2008–2010.
V roce 2008 byli dva soudci soudního dvora ve městě Wilkes-Barre v Pensylvánii, Michael Conahan a Mark Ciavarella, obviněni za přijímání úplatků za vydávání extrémně tvrdých rozsudků vůči mladistvým delikventům, kteří měli následně putovat do soukromých věznic.
Ciavarella ve více než tisíci případech uděloval dětem a mladistvým rozsáhle dlouhé tresty za přečiny jako mj. posměšný komentář vůči zástupci ředitele na sociálních médiích nebo porušení zákazu vstupu do prázdné budovy. Případ byl zpočátku zamítnut, ale v roce 2009 porota vrátila s obžalobou, která čítala 48 bodů. V roce 2010 byl Conahan shledán vinným z jednoho z těchto bodů a odsouzen k 17 a půl letům vězení ve federální věznici. Ciavarella byl shledán vinným z 12 z 39 bodů vůči němu a odsouzen k 28 letům ve federální věznici.
Ve světle tohoto skandálu Nejvyšší soud v Pensylvánii přezkoumal a zvrátil rozsudky několika stovek případů vůči mladistvým v Luzerne County. Pensylvánské Juvenile Law Center podala vůči soudcům a několika dalším protějškům ve věci soudní žalobu a Pensylvánský zákonodárný sbor vytvořil komisi pro vyšetřování problémů mladistvých se zákonem v tomto okresu.
Případ měl určitý dopad, resp. se stal černým příkladem souvisejícího problému Amerického systému spravedlnosti, a sice jeho expandující vězeňské populace, tematikou soukromých věznic (vedených korporacemi jako firmy s motivem generování zisku) a jevu médii zvaným school-to-prison pipeline (doslova potrubí ze školy do vězení, které např. politikou nulové tolerance nebo policejním zasahování ve školách dostává způsobuje, že mnoho školáků, jež se dopustí i menších přestupků, nakonec končí ve vězení).

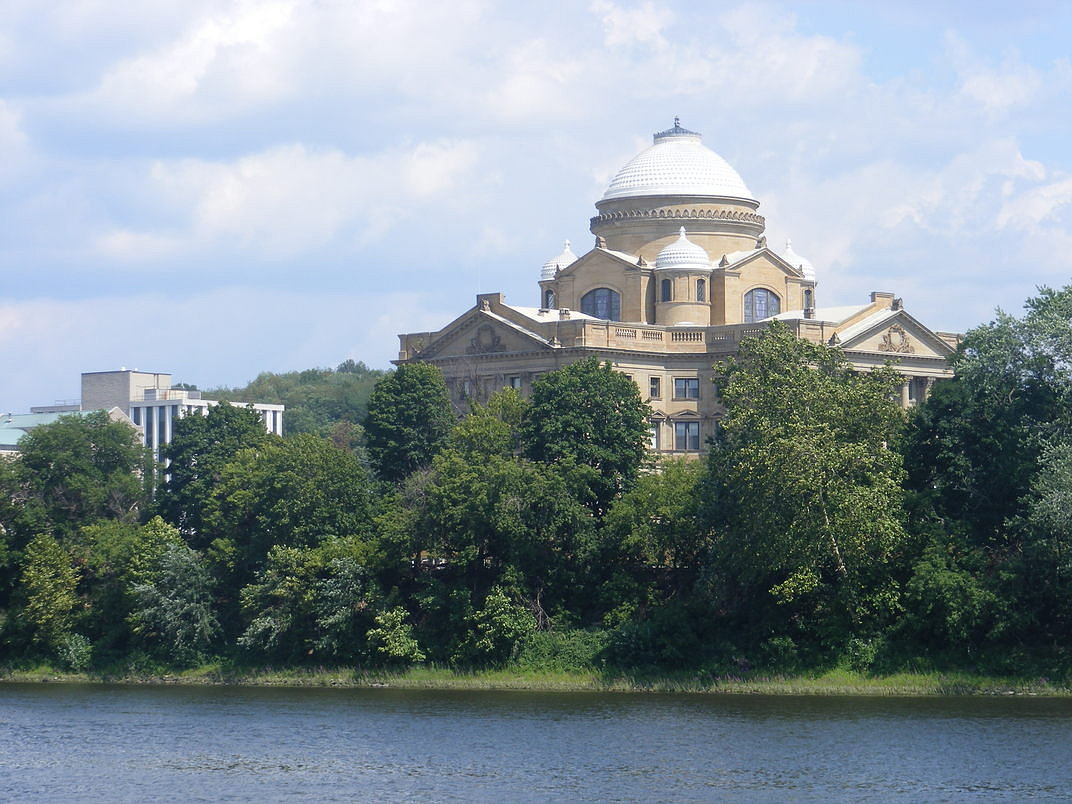
Soudní budova ve Wilkes-Barre, Luzerne County v Pensylvánii, kde soudci působili
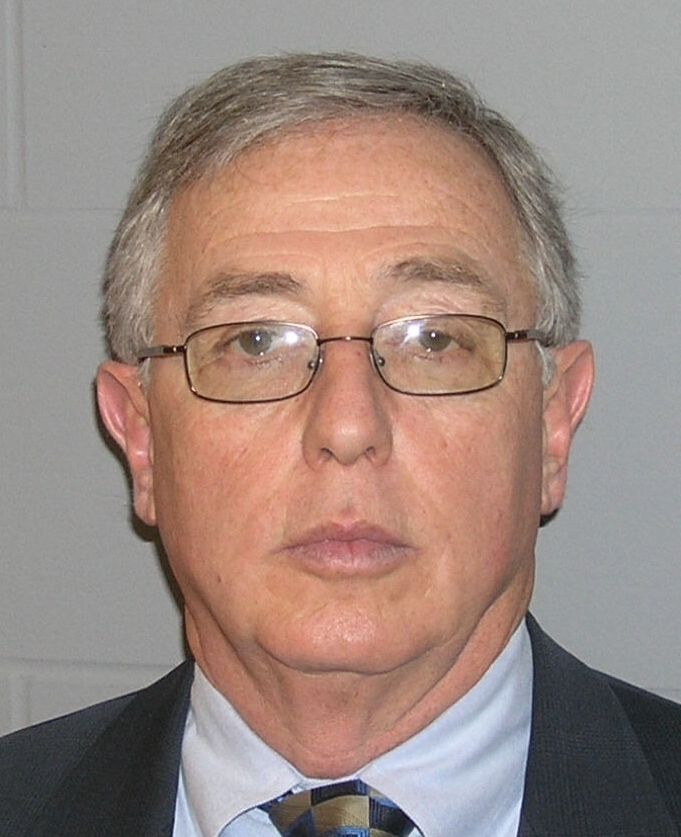
Mark Ciavarella